# Bandera del estado Anzoátegui
La bandera del Estado Anzoátegui es la bandera oficial regional o estatal de esa entidad. El diseño fue dado a conocer el 19 de mayo de 1999 y fue oficialmente establecida mediante el Decreto N.º 138 del 16 de junio de 1999.

## Diseño
El diseño de la bandera del Estado Anzoátegui es según consta el decreto n.º 138 del Ejecutivo Regional firmado por el gobernador del Estado Alexis Rosas el 16 de junio de 1999. Es un paño de tres franjas horizontales de mismo tamaño en el orden azul, amarillo y verde. Cada franja dice representar un elemento. La azul representa mares, ríos y cielos. La amarilla la calidez del estado y sus habitantes. Y la franja verde las riquezas naturales de la región.  En medio de las tres franjas está la silueta del estado bordeada en negro en representación de sus riquezas petrolíferas.

### Colores
Nota: Los colores aquí presentados son una aproximación a como lucen en realidad. La Constitución del Estado no provee la tonalidad exacta de los mismos.
| Colores      | Colores      | Colores      | Colores   |
| Color        | Denominación | Denominación | Código    |
| ------------ | ------------ | ------------ | --------- |
| Azul celeste | Web          | HEX          | #007FFFFF |
| Azul celeste | Web          | RGB          | 0,127,255 |
| Amarillo     | Web          | HEX          | #FFCC00FF |
| Amarillo     | Web          | RGB          | 255,204,0 |
| Verde        | Web          | HEX          | #008033FF |
| Verde        | Web          | RGB          | 0,128,51  |
| Negro        | Web          | HEX          | #000000FF |
| Negro        | Web          | RGB          | 0,0,0     |

Además, aunque oficialmente el color a usar es el azul celeste, es bastante común que esta bandera se fabrique con tonalidades más oscuras a la decretada, llegando incluso a aparecer en algunos edificios gubernamentales.

## Historia
Fue producto de un concurso organizado por iniciativa del historiador Maximilian Kopp Marcano y realizado por la Dirección de Cultura del Estado, bajo la dirección de Enrique Hidalgo el 25 de febrero de 1999. El jurado, integrado también por otros connotados representantes de la región, recolectó 152 proyectos, del cual resultó ganador la propuesta hecha por Lemarys del Valle Rincones, de Puerto La Cruz. El resultado fue hecho público el 19 de mayo de 1999 y la bandera del Estado fue oficialmente establecida mediante el Decreto N.º 138, firmado por el entonces Gobernador Alexis Rosas el 16 de junio de 1999.

Titulo I. Principios fundamentales: Artículo 10. Los símbolos del Estado Anzoátegui son la Bandera con sus colores amarillo, azul celeste y verde; el Himno y el Escudo de Armas que históricamente nos han identificado y que simbolizan nuestra esencia y espiritualidad regional.
La ley regulará sus usos, significados y características.
Constitución del Estado Anzoátegui